# 最长前缀匹配
最长前缀匹配是指在IP协议中，被路由器用于在路由表中进行选择的一个算法。
因为路由表中的每个表项都指定了一个网络，所以一个目的地址可能与多个表项匹配。最明确的一个表项——即子网掩码最长的一个——就叫做最长前缀匹配。之所以这样称呼它，是因为这个表项也是路由表中，与目的地址的高位匹配得最多的表项。
例如，考虑下面这个IPv4的路由表（这里用CIDR来表示）：
```
192.168.20.16/28
192.168.0.0/16
```

在要查找地址192.168.20.19的时候，这两个表项都“匹配”。也就是说，两个表项都包含着要查找的地址。这种情况下，前缀最长的路由就是192.168.20.16/28，因为它的子网掩码（/28）比其他表项的掩码（/16）要长，使得它更加明确。
路由表中常常包含一个默认路由。这个路由在所有表项都不匹配的时候有着最短的前缀匹配。